# リカルド・ペーニャ
リカルド・イスラエル・ペーニャ・フランコ（Ricardo Israel Peña Franco 、1992年5月27日 - ）は、メキシコ・メキシコシティ出身のプロサッカー選手。セラヤ所属。ポジションは、ディフェンダー。